# Pedro Moctezuma
Pedro Moctezuma Barragán (Ciudad de México, 12 de julio de 1952), conocido como Pedro Moctezuma es economista, ambientalista y escritor. Ha participado activamente en la organización comunitaria en México, así como en el análisis de estrategias y propuestas aplicadas y en la gestión hídrico ambiental.  
Organizador comunitario y promotor de procesos sociales y ambientales unitarios en México y a nivel continental. Con más de cuatro décadas de dirigir organizaciones sociales como la Coordinadora Nacional del Movimiento Urbano Popular entre 1980 y 1992 y la Coordinadora Nacional Agua para Todos Agua para la Vida desde 2012 a la fecha e instancias de investigación académica como el Centro de Estudios Económicos y Sociales de la Escuela de Economía en Torreón en 1979 y el Centro para la Sustentabilidad Incalli Ixcahuicopa de la Universidad Autónoma Metropolitana en Tlalmanalco, Estado de México desde 2005.
Fue el primer titular de la Secretaría del Agua del Gobierno del Estado de México dentro del Gabinete de Delfina Gómez. Entre su producción reciente destaca el libro El Agua en Nuestras Manos

## Biografía
Nació el 12 de julio de 1952, en la Ciudad de México. Es el mayor de once hermanos hijos del Arquitecto Pedro Moctezuma Díaz Infante y de María Teresa Barragán Álvarez, junto con su gemelo Pablo. Desde que impulsó labores en la comunidad de El Retiro, en Oxchuc, Chiapas, continuó comprometido con la organización comunitaria, destacando la Unión de Colonos de San Miguel Teotongo que promovió desde 1974 y fue fundada el 16 de marzo de 1975, ha ésta siguió el impulso a la organización de Cananea en El Molino, y Benito Juárez, ambas en Iztapalapa así como al mismo tiempo contribuyendo a la unidad del movimiento urbano popular en el Valle de México y a nivel nacional. Posteriormente siguió participando en cuestiones hídricas de Iztapalapa
Analista en el Departamento de Estudios Económicos de la Secretaría de Hacienda y Crédito Público desde 1972 hasta 1978, hasta que se mudó al norte de México, y entre1978 y 1980 fue brigadista y académico en la Comarca Lagunera donde fundó el Centro de Estudios Económicos y Sociales de la Escuela de Economía en la Unidad Torreón de la Universidad Autónoma de Coahuila. Se graduó con mención honorífica como Licenciado en Economía por la Universidad Nacional Autónoma de México, y como Doctor en Planeación y Desarrollo por la Universidad de Liverpool. 
Ha publicado numerosos libros y artículos sobre temas sociales, económicos, históricos y ambientales, además de una colección de cuentos y crónicas titulada Ciudad Lacustre, así como Tecuichpo, y En Nombre del Maiz traducido al mazahua, otomí, nahua, matlazinca, y tlahuica. En años recientes se especializó en la cuestión del los derechos humanos al agua y el saneamiento. Entre sus obras destacan Despertares, comunidad y organización urbano popular en México 1970-1993 (1999), La Chispa, Orígenes del Movimiento Urbano Popular en el Valle de México  (2012) El Agua en Nuestras Manos (2023)

## Trayectoria Académica
Ha sido profesor e investigador titular en la Universidad Autónoma Metropolitana (UAM) desde 1980 y fue miembro de la Junta Directiva de la misma entidad académica, asimismo ha participado en distintos esfuerzos transdiciplinarios como el Seminario Universitario de Sociedad Medio Ambiente e Instituciones de la Universidad Nacional Autónoma Metropolitana
Propone la Planeación Transformativa como eje en una labor hacia la Construcción de Sujetos de la Sustentabilidad socio hídrico ambiental desde dinámicas de investigación acción, además de sistematizar las experiencias de organización comunitaria que ha promovido, ha colaborado en diversos proyectos de investigación que abarcan desde la gestión de cuencas hidrográficas hasta el desarrollo de políticas de vivienda sustentable.
Ha enfocado su labor en la sustentabilidad ambiental en general y enfocándose mayormente en el tema del agua, advirtiendo los riesgos de una gestión inadecuada de la emergencia hídrica en el Valle de México y ha liderado así como colaborado en múltiples proyectos de investigación que abarcan desde la gestión de cuencas hidrográficas hasta el desarrollo de políticas de vivienda sustentable.
Fundador del Centro de Estudios Socioeconómicos de la Facultad de Economía de la Universidad Autónoma de Coahuila en 1979 y del Centro para la Sustentabilidad 'Incalli Ixcahuicopa' (CENTLI) en la UAM, un instituto dedicado al estudio y promoción de prácticas sustentables en urbanismo y manejo de recursos naturales y del Programa de Investigación para La Sustentabilidad de la Universidad Autónoma Metropolitana (UAM), el cual dirigió entre 2005 y 2022.

## Trayectoria Social
Cofundador de la Coordinadora Nacional Agua para Todos Agua para la Vida creada el 8 de diciembre de 2012. Esta organización articula a movimientos en lucha por el agua en 26 estados de la República Mexicana, ésta elaboró colaborativamente una Iniciativa Ciudadana de Ley General de Aguas, presentada con el aval de 200,000 firmas al Congreso de la Unión el 4 de febrero de 2020 y después entró en diálogo con cuatro iniciativas parlamentarias más durante la 64 Legislatura, ya con proyecto de dictamen fue bloqueada por los grupos de interés en el parlamento. El Relator Especial de la ONU para los Derechos Humanos al Agua y el Saneamiento, Dr. Pedro Arrojo Agudo ha puesto éste esfuerzo como ejemplo internacional [16]. Para contribuir a superar los obstáculos al ejercicio de éstos derechos puso en pie la Contraloría Nacional Ciudadana Autónoma del Agua, el VII Congreso Nacional Bienal de dicha Coordinadora realizado en San Luis Potosí S.L.P. con la participación de 84 Contralorías Ciudadanas Autónomas a nivel local y regional a lo largo y ancho de México. 
Antes fue cofundador de la Coordinadora Nacional del Movimiento Urbano Popular (CONAMUP) 1980-1992,  durante los sismos de 1985  promovió la formación del Comité Popular de Solidaridad para la Reconstrucción (COPOSORE), y fue miembro del Comité Nacional de Reconstrucción. En 2005 promueve la formación de la Comisión de Cuenca de los Ríos Amecameca y la Compañía que se consolida en 2008, posteriormente participa en la fundación de la Coordinadora Nacional "Agua para tod@s, agua para la vida",  2012 a la fecha.
Fue promotor y coordinador del Proyecto Ach Lecubesel en Oxcuc, Chiapas en 1971, cofundador de la Unión de Colonos de San Miguel Teotongo en Iztapalapa en 1974 y de la Unión de Colonos e Inquilinos de Vivienda A.C en 1984, generó el proyecto autogestivo de vivienda  Cananea - El Molino en la misma alcaldía, así mismo promovió la  creación del Consejo Social Iztaccíhuatl en 1985.
Participó en el rescate del Área Natural Protegida de la Sierra de Santa Catarina en Iztapalapa, el Predio Las Animas en Tulyehualco, Xochimilco y del Área Natural Protegida Cerro de El Faro en San Rafael, Tlalmanalco, donde funge como Presidente del Consejo Asesor. Además de promover organizaciones comunitarias de base ha apoyado en la coordinación de proyectos de investigación, que han influenciado significativamente la política ambiental regional en el centro de México.

## Trayectoria Política
Integrante del  Consejo Consultivo Público Conjunto  de la Comisión para la Cooperación Ambiental de América del Norte (CCA), el cual presidio a lo largo de 2021.
El 16 de septiembre de 2023 fue nombrado como el primer titular de la recién creada Secretaría del Agua del Gobierno del Estado de México por la gobernadora Delfina Gómez Álvarez. Ocupó el cargo hasta el 22 de marzo de 2025, fecha en que presentó su renuncia.

## Publicaciones
La siguiente es una lista de libros escritos por Pedro Moctezuma y algunos donde es coautor.
- 2025. En Nombre Del Maiz, Universidad Intercultural del Estado de México.
- 2023. El Agua en Nuestras Manos. Fondo de Cultura Económica - CONAHCYT. (ISBN 978-607-168-218-5)
- 2018. Tecuichpo. Editorial Sísifo. Ciudad de México. (ISBN 978-607-290-947-2)
- 2017. Sembrando el futuro de la región de los Volcanes. Procesos y Propuestas para la Sustentabilidad desde la Sierra Nevada. Colección Memoria 3. Universidad Autónoma Metropolitana. (ISBN 978-607-281-059-4)
- 2013. Agua para Todos, Agua para la Vida. Diseño, coordinación y redacción: Elena Burns y Pedro Moctezuma Barragán. Universidad Autónoma Metropolitana. (ISBN 978-607-28-0036-6)
- 2012. La Chispa. Orígenes del Movimiento Urbano Popular en el Valle de México. Para Leer en Libertad AC. Fundación Rosa Luxemburgo.
- 2009. Ciudad Lacustre. Universidad Autónoma Metropolitana. (ISBN 978-607-477-074-2)
- Programa de Conservación y Manejo del Área Natural Protegida con categoría de Parque Estatal "Cerro el Faro" y "Cerro de los Monos". En coautoría con Minerva González y Claudia Aurea Caltempa García. Universidad Autónoma Metropolitana. CENTLI PISN. (ISBN 978-607-477-131-2)
- 2006. ¿A dónde irán nuestros residuos sólidos? Universidad Autónoma Metropolitana – FIDAM. En coautoría con Alfredo de la Torre y Rosa María Espinosa. (ISBN 970-31-0695-1)
- 1999. Despertares. Comunidad y Organización Urbana Popular en México 1970 – 1994. Universidad Iberoamericana – Universidad Autónoma Metropolitana. (ISBN 968-859-371-0)
- 1989. La Urbanización Popular en la Ciudad de México. En coautoría con Bernardo Navarro. Editorial Nuestro Tiempo. (ISBN 968-427-150-6)
- 1983. Acumulación del Capital y Utilización del Espacio Urbano para la reproducción de la fuerza de trabajo. El Caso de una colonia popular: San Miguel Teotongo. En Coautoría con Bernardo Navarro. Instituto de Investigaciones Económicas. UNAM.